# Prisportal
Prisportaler (også kaldet prissammenligningsportaler eller prissammenligningshjemmesider) er websideer, der offentliggør forskellige virksomheders pris på den samme vare eller tjeneste. De fungerer derfor på én gang som forbrugeroplysning og som reklame for de deltagende virksomheder. 
Den første bredt anerkendte prisportal var BargainFinder udviklet som et forsøg af det daværende Andersen Consulting i 1995. Den første kommercielle portal var Jango, udviklet af Netbot, en virksomhed i Seattle, midt i 1990'erne.
I Danmark begyndte prissammenligning på nettet for alvor i 2000, da pricerunner.dk blev lanceret i Danmark. Prisportaler var på det tidspunkt udbredt internationalt, specielt i USA, men også i flere europæiske lande. 
En række portaler har siden gjort indtog på det danske marked. Mange af tjenesterne kom fra udlandet og havde venturekapital i ryggen. 

## Typer
Generelle tjenester
De generelle tjenester dækker typisk mange forskellige områder og baserer sig på fritekstsøgning og i mange tilfælde forskellige muligheder for at filtrere søgeresultatet på baggrund af mærker, modeller, pris, o.lign. 
Kloner
De senere år er flere og flere kloner dukket op på det danske marked. Disse tjenester baserer sig på data fra eksisterende tjenester i Danmark, primært Kelkoos data. Typisk leveres data via et API til klonen, som viser de samme data blot i anden indpakning. En anden velkendt metode er at benytte et katalog, som f.eks. cnets database.
Nicher
Nichetjenesterne virker ved at have snævert fokus på et segment, sådan at tjenestens søgning kan gøres helt specifik for brugeren. Der findes således prisportaler for mobiltelefoni, elpriser, blikkenslagere, tandlæger, flyrejser, biler, forsikringer, musikinstrumenter og meget andet.

## Forretningsmodel
De fleste prisportaler tjener penge for hvert klik (CPC) eller får en kommission for salget (Affiliate). Nogle tjenester tillader virksomheder at oprette sig gratis, og nogle tillader udelukkende betalende butikker at deltage. 
I nogle tilfælde er offentlige og halvoffentlige myndigheder involveret i udviklingen af prisportalen. Det gælder eksempelvis Pengepriser.dk, der er fremkommet i et samarbejde mellem Forbrugerrådet Tænk og brancheorganisationen Finansrådet. I andre tilfælde ejes de af en enkelt virksomhed med tilknytning til branchen, som bogpriser.dk, der er tilknyttet forlaget Saxo.